# Албіон Адемі
Албіон Адемі (алб. Albion Ademi, нар. 19 лютого 1999, Турку, Фінляндія) — фінський футболіст албанського походження, вінгер шведського клубу «Юргорден» та молодіжної збірної Албанії.

## Ігрова кар'єра

### Клубна
Албіон Адемі народився у фінському місті Турку. У місцевому клубі ТПС він розпочав свою футбольну кар'єру. У 2016 року футболіста запросив до свого складу інший клуб з Турку — «Інтер», який грав у Вейккауслізі. У складі «чорно-синіх» Адемі провів чотири сезони. Але при цьому здебільшого грав в оренді у клубах з нижчих ліг.
2020 рік Адемі провів у клубі «Марієгамн», де своєю результативною грою привернув до себе увагу футбольних скаутів. І у січні 2021 року футболіст уклав угоду з шведським клубом «Юргорден».

### Збірна
Албіон Адемі свою міжнародну кар'єру розпочинав у 2015 році, граючи у складі юнацьких збірних Фінляндії. Але восени 2018 року Адемі прийняв пропозицію від Федерації футболу Албанії і провів кілька матчів у складі молодіжної збірної цієї країни. Тоді він отримав виклик до національної збірної Албанії на матчі проти Шотландії та Уельсу але в обох випадках залишився в резерві.

## Особисте життя
Албіон Адемі народився у Фінляндії у родині косовських албанців.